# 中国語訳聖書

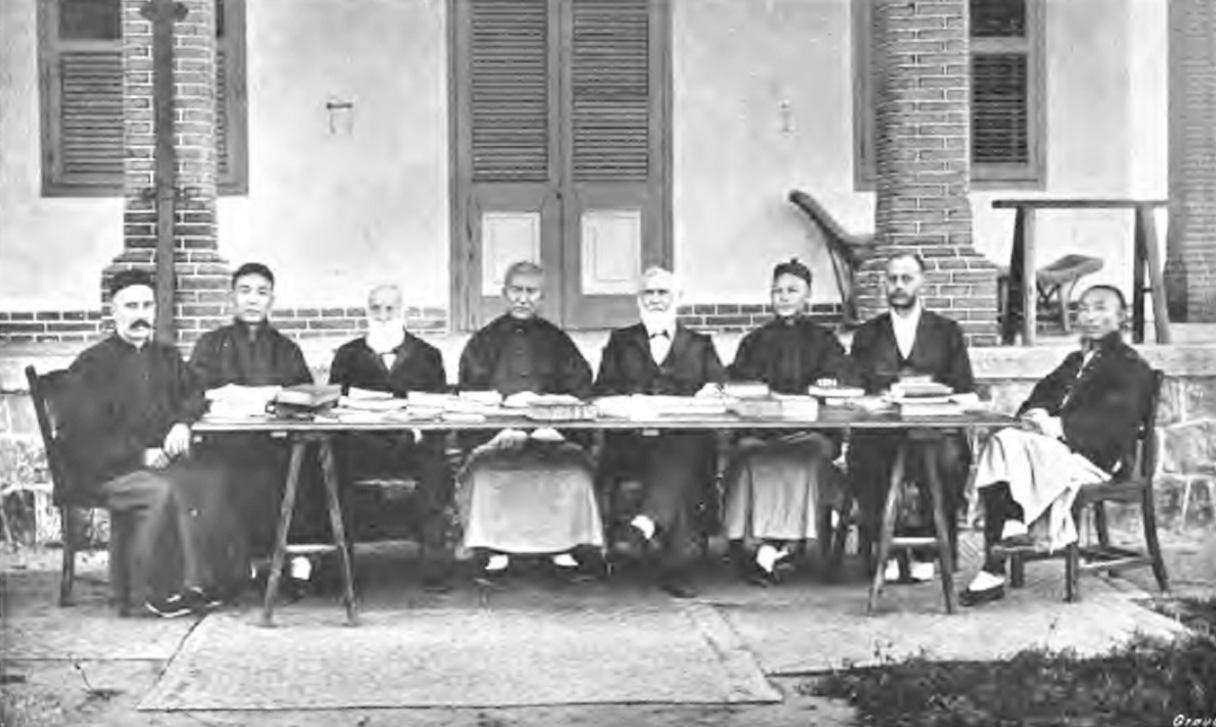
『和合本聖書』（1912年）の翻訳者たち、左から聖書の中国語訳の先駆者、フレデリック・ボーラー（Frederick Baller）など

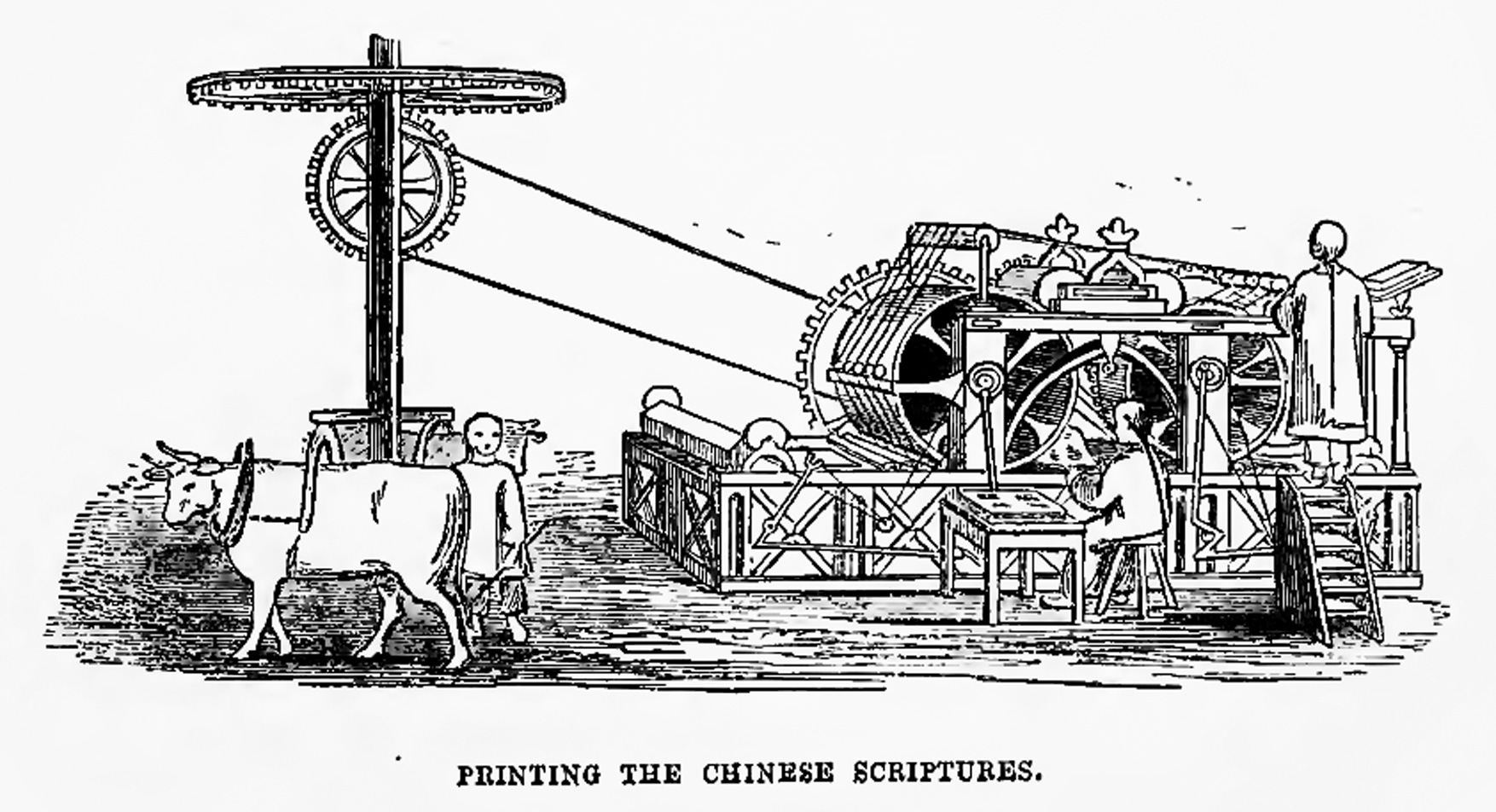
中国語版聖書の印刷（中国宣教師の生活から、1873年）

中国語訳聖書（ちゅうごくごやくせいしょ、中国語: 圣经汉语译本 或 聖經漢語譯本）は、キリスト教聖書の中国語への翻訳である。

## 中国語使用者とキリスト教
中国語は中国および台湾で共通語としてとして教育・日常生活に使われており、書き言葉は中国では第二次世界大戦後作られた簡体字、香港と台湾と世界に広く存在する華僑の地では伝統的な繁体字が多く使われている。
中国文化圏では、キリスト教三大宗派のうち、「天主教」（カトリック）、「基督教」（プロテスタント）が広く伝わっており、「東正教」（正教会）の信者も少数いる。

## 歴史
中国語聖書に関しては、唐代の7世紀に「景教」（ネストリウス派のキリスト教）が伝わり流行したと「大秦景教流行中国碑」で伝えられているので、聖書翻訳も行われたものと推測はされるものの、聖句の断片的な翻訳しか残っていない。
明代末の16世紀に入ると、カトリック宣教師たちが日本に次いで中国布教に乗り出すが、清代初期に日本と同様、最終的には禁教されてしまう。その迫害の最中にパリ外国宣教会のジャン・バセ（Jean Basset,MEP）によって翻訳が試みられ、1737年に「4福音書」および「使徒行伝」から「ヘブル書」第一章までが『四史攸編』として執筆された。しかしこうした事業は久しく忘れられていた。
19世紀よりプロテスタント諸教会による海外宣教が盛んになり、聖書の漢文訳が試みられる。新約聖書の全訳はロバート・モリソンによって行われ、1813年に『新遺詔書』全8冊として広東より出版された。これに引き続きモリソンはウィリアム・ミルン（William Milne）の助けを得て旧約聖書を『旧遺詔書』として1823年にマラッカから出版。上記二つを合わせて『神天聖書』全21冊（マラッカ、1823年）とした。
その後、宣教師会議によって改訳作業が行われたが訳語をめぐって会議が分裂。イギリスのメドハーストやストロナックは1852年に『新約全書』、1854年に『旧約全書』を出版した。これは代表者訳Delegate Versionあるいは文理訳Wenri Versionと呼ばれている。これに対してアメリカのブーンやブリッジマンそしてカルバートソンM.S.Culbertson,PNは独自の改訳を行い1861年に『新約全書』、1863年に『旧約全書』を米国聖書協会の手で上海から出版した。
宣教会議のこの分裂は主にThoseを「上帝」と訳すか「神」と訳すかで紛糾したことに端を発している。漢文の「神」では自然界の不思議な力を持つ精霊の類を含んでしまい、一神教の最高存在を示す言葉としては相応しくない。その一方で「上帝」は中国古来の存在であり、皇帝は上帝を祭る祭壇（天壇）で毎年冬至の日に儀式を営んでいた。カトリック宣教時代にはこうした儀式を「市民的慣習」とみるか異教の典礼とみるかで「典礼問題」が発生し、カトリックでは最終的に「天主」という訳語があてられたという経緯もある。『神天聖書』やブリッジマンの改訳聖書では「神」を、代表者訳では「上帝」が採用されている。この訳語問題は、その後も尾を引いたが、プロテスタントでも「天主」という訳語を採用するケースが増えているという。なお、日本へやってきたプロテスタント宣教師たちは「神」と訳したブリッジマンの改訳を参照して日本語訳を行ったので、日本のキリスト教会はその後一貫してThoseは「神」である。
清朝崩壊後のカトリックの聖書翻訳は、当時まだ若かったフランシスコ会の修道士ガブリエル・アレグラによって1935年に開始された。彼はヘブライ語およびアラム語による原語から旧約聖書の翻訳を開始し、それから10年経過した頃、北京において Frs Solanus Lee OFM, Antonius Lee OFM, Frs Bernardinus Lee OFM and Ludovicus Liu OFMの募集を行った。その後、中国は国共内戦が勃発。このため1948年、修道士は香港のStudium Biblicumを動かすこととなる。こうして20年の努力を経て1954年にようやく初の旧約聖書が出版された。また、1968年には旧約と新約を1冊にまとめた聖書が出版された。

## 現状

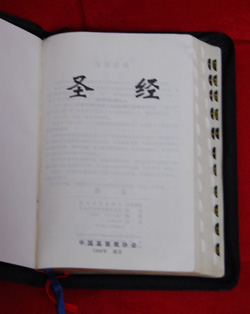
中国語訳聖書・和合本（簡体字版、中国基督教協会の発行、南京愛徳印刷有限公司の印刷）

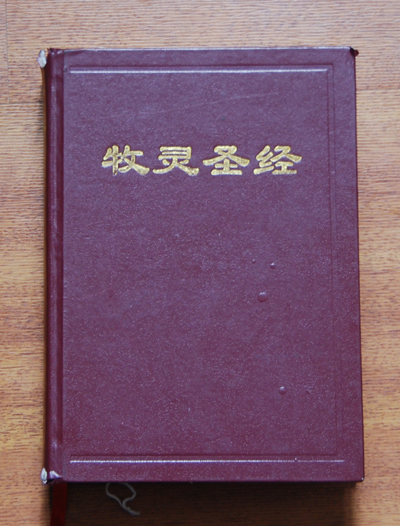
中国語聖書・牧霊聖経（簡体字版、南京愛徳印刷有限公司の印刷）

20世紀の間に数多くの中国語訳聖書が出版されたが、現在の中国のプロテスタント教会でもっとも普及している版は『和合本』と呼ばれる1912年作成で、様々な改定を経た翻訳である。香港と台湾では繁体字の『和合本』、中国では簡体字に再編集された『和合本』である。中国のカトリック教会で最近もっとも使われるようになったのは、1999年に翻訳が完了した『牧霊聖経』で、これまでの『思高聖経』に取って代わっている。

## 中国語訳聖書の一覧
- 遺詔全書, 1822
- 神天聖書, 1823-1824
- 和合本 (Chinese Union Version), 1904-1919 - 1904年、「浅文理和合本（中国語版）」『新約』出版。1906年、「深文理和合訳本」『新約』出版。1919年、「官話和合訳本」出版、これが現在、中国大陸のプロテスタント教会で最も多く使われている聖書。

- 思高聖経、別名：思高譯本（Studium Biblicum Version）, 1935-1968[1] [2]
- 呂振中訳本 (en:Lu Zhen Zhong's translation & 呂振中譯本), 1970
- 当代聖経 (繁体字：當代聖經で、簡体字：当代圣经で、The Living Bible＝リビングバイブルの流れを汲む訳本), 1974
- 現代中文訳本 (現代中文譯本 & Today's Chinese Version、Today's English Version/Good News Bibleの系統), 1979
- 聖経新訳本 (en:New Chinese Version & 聖經新譯本), 1993
- 牧霊聖経 (Pastoral Bible (Chinese)), 1999 - 現在、中国大陸のカトリック教会で最も多く使われている聖書
- 聖經新世界譯本(聖經新世界譯本)(漢語版), 2001
- 聖経恢復本 (聖經恢復本で、Recovery Version & 回復訳聖書の系統), 2003

## 翻訳文の比較
おもな中国語訳聖書の翻訳文比較は次の通り。
| 中国語訳聖書                                              | ヨハネによる福音書 (en:John, fr:Jean) 3章16節（繁体字・簡体字）                  | 発音（ピンイン） |
| --------------------------------------------------------- | -------------------------------------------------------------------------------- | --- |
| 和合本 en:Chinese Union Version (Protestant, 1919)        | 神爱世人，甚至将他的独生子赐给他们，叫一切信他的，不至灭亡，反得永生。           | Shén ài shìrén, shènzhì jiāng tā de dúshēngzǐ cì gěi tāmen, jiào yīqiè xìn tā de, bù zhì mièwáng, fǎn de yǒngshēng.                  |
| 思高譯本 en:Studium Biblicum Version (Catholic 1968)      | 天主竟這樣愛了世界，甚至賜下了自己的獨生子，使凡信他的人不至喪亡，反而獲得永生， | Tiānzhǔ jìng zhèyàng àile shìjiè, shènzhì cì xiàle zìjǐ de dúshēngzǐ, shǐ fán xìn tā de rén bù zhì sàngwáng, fǎn'ér huòdé yǒngshēng, |
| 現代中文譯本 en:Today's Chinese Version (Protestant 1975) | 上帝那么爱世人，甚至赐下他的独子，要使所有信他的人不致灭亡，反得永恒的生命。     | Shàngdì nàme ài shìrén, shènzhì cì xià tā de dúzǐ, yào shǐ suǒyǒu xìn tā de rén bùzhì mièwáng, fǎn de yǒnghéng de shēngmìng.         |

日本語では：神は、その独り子をお与えになったほどに、世を愛された。独り子を信じる者が一人も滅びないで、永遠の命を得るためである。（：新共同訳聖書）

## 参照項目
- 聖書翻訳
- 言語別聖書の一覧
- 中国のキリスト教
- 台湾の諸言語訳聖書